# Luca Matteotti
Luca Matteotti, né le 14 octobre 1989 à Aoste, est un snowboardeur italien spécialisé dans les épreuves de snowboardcross. Il est finaliste aux Jeux olympiques de Sotchi 2014 en cross et a gagné une manche de Coupe du monde en décembre 2010 à Lech am Arlberg. Il remporte le titre mondial 2015 de la discipline.

## Palmarès

### Jeux olympiques
| Édition/Discipline | Snowboardcross |
| JO de Sotchi 2014  | 6e             |

### Championnats du monde
| Édition/Discipline | Snowboardcross |
| Mondiaux 2011      | 4e             |
| Mondiaux 2013      | 18e            |
| Mondiaux 2015      | Or             |

### Coupe du monde
- Meilleur classement en snowboardcross : 4e en 2011.
- 3 podiums en cross dont 1 victoire.